# Hunia
Hunia – wieś w Rumunii, w okręgu Dolj, w gminie Maglavit. W 2011 roku liczyła 1403 mieszkańców.